# Ігнасіо Пр'єто
Ігнасіо Пр'єто (ісп. Ignacio Prieto, нар. 23 вересня 1943, Сантьяго) — чилійський футболіст, захисник. По завершенні ігрової кар'єри — тренер. Виступав, зокрема, за «Насьйональ» та «Лілль», а також національну збірну Чилі.

## Клубна кар'єра
У дорослому футболі дебютував 1962 року виступами за команду «Універсідад Католіка», в якій провів шість сезонів і виграв чемпіонат Чилі в 1966 році.
Протягом 1968—1971 років захищав кольори уругвайського клубу «Насьйональ», з яким він тричі поспіль вигравав чемпіонат Уругваю в 1969, 1970 і 1971 роках, а також здобув Кубок Лібертадорес 1971 (Пр'єто грав у перших двох фінальних матчах проти «Естудьянтеса» (Ла-Плата).
Того ж року чилієць перейшов до французького клубу «Лілль» і відіграв за команду з Лілля наступні п'ять сезонів своєї ігрової кар'єри. Більшість часу, проведеного у складі «Лілля», був основним гравцем захисту команди, вилетівши з нею 1972 року з вищого дивізіону, але 1974 року повернувшись назад.
Протягом сезону 1976/77 років захищав кольори іншого місцевого клубу «Лаваль», після чого повернувся до рідного клубу «Універсідад Католіка», відігравши за команду із Сантьяго ще 88 матчів в національному чемпіонаті і по завершенні сезону 1979 закінчив ігрову кар'єру.

## Виступи за збірну
15 квітня 1965 року дебютував в офіційних іграх у складі національної збірної Чилі в матчі Кубка Пасіфіко зі збірною Перу (4:1), відігравши увесь матч.
Наступного року у складі збірної був учасником чемпіонату світу 1966 року в Англії, де зіграв у всіх трьох матчах — проти Італії, КНДР та СРСР, але команда не подолала груповий етап. Також Ігнасіо був основним воротарем збірної і на чемпіонаті Південної Америки 1967 року в Уругваї, на якому команда здобула бронзові нагороди, а Пр'єто відіграв у всіх семи матчах — проти Колумбії (двічі, забив один гол), Венесуели, Парагваю, Уругваю, Аргентини та Болівії.
Останній раз у складі національної збірної з'явився 6 березня 1977 року в матчі у кваліфікації до чемпіонату світу проти Перу (1:1) і загалом з 1965 по 1977 рік провів у національній збірній 29 матчів, забивши 3 голи.

## Кар'єра тренера
Розпочав тренерську кар'єру, повернувшись до футболу після невеликої перерви, 1983 року, очоливши тренерський штаб клубу «Універсідад Католіка», де провів 6 років. Протягом цього періоду він виграв чемпіонат двічі в 1984 і 1987 роках і один раз Кубок Чилі в 1983 році.
1991 року став головним тренером мексиканської команди «Крус Асуль» і тренував команду з Мехіко один рік.
Згодом протягом 1992—1993 років очолював тренерський штаб клубу «Універсідад Католіка», з яким став фіналістом Кубка Лібертадорес 1993 року, а останнім місцем тренерської роботи став клуб «Коло-Коло», головним тренером команди якого Ігнасіо Пр'єто був протягом 1994 року. У складі «Коло-Коло» він виграв Кубок Чилі.

## Особисте життя
Його старший брат, Андрес Прієто, також був футболістом і грав на чемпіонаті світу 1950 року.

## Титули і досягнення

### Як гравця
- Чемпіон Чилі (1):

«Універсідад Католіка»: 1966
- Чемпіон Уругваю (3):

«Насьйональ»: 1969, 1970, 1971
- Володар Кубка Лібертадорес (1):

«Насьйональ»: 1971
- Бронзовий призер Чемпіонату Південної Америки: 1967

### Як тренера
- Чемпіон Чилі (2):

«Універсідад Католіка»: 1984, 1987
- Володар Кубка Чилі (2):

«Універсідад Католіка»: 1983
«Коло-Коло»: 1994